# 堀長文
堀 長文（ほり ながふみ、1936年4月29日 - 2015年11月7日）は、日本の元演出家・プロデューサー。元東映東京撮影所所属。香川県出身。早稲田大学卒業。企画会社堀屋ほり長の社長としてドキュメンタリー番組の制作に携わっていた。おいはファニメーション社長のゲン・フクナガ。

## 来歴・人物
大学を卒業後、1961年に東映東京撮影所に入社。主に深作欣二に師事し、社員監督の立場で数々の作品に携わるが、監督としてはあまり作品にタッチできなかった。主な助監督作品に『刑事くん』『ジャイアントロボ』など。1971年放映『キイハンター』の一編にて監督デビュー。その後、『Gメン'75』で助監督兼監督を務めたり、大正製薬の『リポビタンD』のテレビコマーシャル演出などに携わるが、1983年よりプロデューサーの鈴木武幸からの招きで、スーパー戦隊シリーズの『科学戦隊ダイナマン』より特撮作品の演出を担当。翌年の『超電子バイオマン』ではメイン監督に就任。同作品で映画監督デビューも果たす。以後『電撃戦隊チェンジマン』及び『超新星フラッシュマン』でもパイロットを演出。
1987年より監督業を休み、プロデューサーの吉川進の下で『仮面ライダーBLACK』及び続編の『RX』のプロデュースを担当。終了後はメタルヒーローシリーズに移り、『機動刑事ジバン』の途中から吉川に代わってサブプロデューサーに着任し『特警ウインスペクター』から『重甲ビーファイター』まではメインでプロデュースを務めた。その後東映を定年退職し、1996年の『刑事追う!』には嘱託プロデューサーとして関わり同番組終了後、東映を離れた。以降はフリーの立場で、『Gメン'75』スペシャルやゲームソフト『クロックタワー3』の制作に携わった。後に企画会社堀屋ほり長を設立。

## エピソード
- 『キイハンター』『スーパーポリス』のタイトルバックの演出は堀が担当した。
- 徹夜の多い深作組で助監督を務めていたことから体力があり、現場では活動的であったという[1]。一方で『特警ウインスペクター』の企画時には近未来の警察機構のあり方・人型ロボット開発の現状・近未来型の犯罪についてなどの資料を独自にまとめるなどインテリジェンスな面も併せ持っていた[1]。
- プロデューサーとしては、演出家であった経験からもっと洗練できたのではないかという思いを抱くため、監督陣の仕事に対し満足することはほとんどなかったという[1]。監督に対しては責任を持つ替わりに、命懸けで撮った画を要求するという姿勢であったことを語っている[1]。脚本家の宮下隼一は、脚本打ち合わせでの堀は自身が撮れるかどうかなど監督目線で意見することが多く[9]、プロデューサーでありながら予算や制約などではなく演出についての視点を持っていたことがありがたかったと述べている[10]。
- 脚本家に対しても同様に1つでも光るものを出すよう求め、内容を褒めることはほとんどなく、大概の脚本家は褒めると出来が悪くなると語っている[1]。宮下は、堀は思いついたことを積極的に取り入れるという姿勢であり、宮下がメインライターを務めた『特捜エクシードラフト』では後押ししてもらった旨を語っている[10]。
- 大正製薬の『リポビタンD』のテレビコマーシャル演出に関わるようになったのは前任者の小松範任からの紹介があったとのこと。
- 助監督時代に山田稔監督に就いたことがあり「大人ものでうまい画を撮らせたら鷹森立一監督の独擅場だが、子供もので分かりやすい画を撮らせたら山田監督の右に出るものはいない」と近年『東映ヒーローMAX』インタビュー[要文献特定詳細情報]で発言している。
- キャラクターデザイナーの出渕裕は『超電子バイオマン』の「ドクターマン暗殺」の堀演出を例に挙げ、「ディテールの細かな演出の積み重ねで、ギアの描写が冴えてくるんです。当時はこういった演出をされる方が少なかったので、堀さんや長石多可男さんの演出は非常に良かったですね」とインタビューにて語っている。
- 鈴木武幸より『ダイナマン』で特撮作品のオファーがあったとき、「なぜ僕が？」と最初は思い一度は依頼を断っている。そのとき鈴木は「じゃあ長石君と一緒にやってもらいます」と口説き、ようやく堀は依頼を受諾した。堀と長石は『Gメン'75』シリーズで同じ演出グループにいたため旧知の仲であった。しかし長石の参加は諸事情により、『電撃戦隊チェンジマン』まで待つことになる。
- 1985年度は『チェンジマン』の仕事以外に海洋ドキュメンタリー映画(タイトル不明)の演出を担当している。
- 『超新星フラッシュマン』のパイロット演出以降、監督業は行わなかったが、雑誌インタビュー[要文献特定詳細情報]によると『特捜ロボ ジャンパーソン』の初期オープニング・エンディングはメイン監督の小西通雄の代行で、演出を行ったとのことである。
- レスキューポリスシリーズでは、犯罪や災害を題材とし毎回敵を倒さないという作風とヒーローものとしての派手さのバランスに悩み、壁に当たったという[1]。そのため脚本の直しも多く、ライターと噛み合わないことに思い悩むこともあった[1]。後年のインタビューでは、ドラマや設定に雁字搦めになり、面白い要素を活かしきれなかったと述べている[1]。
- 人材の発掘に積極的で、後年活躍するスタッフを多く輩出している。堀の功績は脚本家・小林靖子や監督・田﨑竜太といった1990年代後半以降に活躍する東映特撮製作スタッフの中心的人物のデビューに寄与したことであると上司の吉川進が書籍インタビュー[要文献特定詳細情報]にて答えている。
  - 田﨑は出身大学の後輩にあたり、当時就職活動中だった田﨑を当時プロデューサー補の髙寺成紀の口利きもあって『仮面ライダーBLACK』のサード助監督にスカウトした。
  - 『特捜エクシードラフト』のプロットを書いてテレビ朝日の「ご意見・ご感想」コーナーに送付した小林に、本格的にシナリオの勉強をするよう進言。翌年の『特捜ロボ ジャンパーソン』でデビューも果たせた。小林は「堀さんには足を向けて寝られません」と雑誌インタビュー[要文献特定詳細情報]にて語っている。
  - 監督の石田秀範も堀がチーフプロデューサーとなった『特警ウインスペクター』でチーフ助監督となり、翌年にはまだ28歳で監督デビューを果たしている。
  - アクション演出では第一人者だった金田治に『ジャンパーソン』で初の本編演出を託したのも堀であった。堀は通常の撮影スケジュールに4日余分に日数を与え、また当番組に不参加ではあったが金田が指名した撮影技師・松村文雄をカメラにつけるなど、本編デビューの金田に最大限の配慮をした。金田は「本当に堀さんにはお世話になった」と雑誌インタビュー[要文献特定詳細情報]にて語っている。
  - レスキューポリスシリーズでは中堅・ベテランに並び若手の脚本家も積極的に起用しており、さながら「堀学校」という雰囲気であったという[10]。しかし、シナリオ養成学校ではないという東映上層部の意向により若手脚本家の多くが担当を外された[10]。

## 作品（監督）

### テレビドラマ
- キイハンター（1968年-1973年、東映・TBS）　※デビュー作品
- Gメン'75（1975-1982年、東映・TBS）
- スーパー戦隊シリーズ
  - 科学戦隊ダイナマン（1983年-1984年、東映・テレビ朝日）※初の特撮作品監督
  - 超電子バイオマン（1984年-1985年、東映・テレビ朝日）
  - 電撃戦隊チェンジマン（1985年-1986年、東映・テレビ朝日）
  - 超新星フラッシュマン（1986年-1987年、東映・テレビ朝日）

### 映画
- 劇場版 超電子バイオマン（1984年、東映）
- 劇場版 電撃戦隊チェンジマン（1985年、東映）
- 劇場版 電撃戦隊チェンジマン2 シャトルベース! 危機一髪!（1985年、東映）

## 作品（企画・プロデュース）

### テレビ(連続)
- 仮面ライダーBLACK（1987-1988年、東映・毎日放送）
- 仮面ライダーBLACK RX（1988-1989年、東映・毎日放送）
- メタルヒーローシリーズ
  - 機動刑事ジバン（1989年-1990年、東映・テレビ朝日）※中盤より参加
  - 特警ウインスペクター（1990年-1991年、東映・テレビ朝日）
  - 特救指令ソルブレイン（1991年-1992年、東映・テレビ朝日）
  - 特捜エクシードラフト（1992年-1993年、東映・テレビ朝日）
  - 特捜ロボ ジャンパーソン（1993年-1994年、東映・テレビ朝日）
  - ブルースワット（1994-1995年、東映・テレビ朝日）
  - 重甲ビーファイター（1995-1996年、東映・テレビ朝日）
- 刑事追う!（1996年、東映・テレビ東京）

### テレビ(単発)
- Gメン'93春 第一級殺人の女（1993年、近藤照男プロダクション・TBS）
- Gメン'75スペシャル-帰って来た若獅子たち（2000年、近藤照男プロダクション・TBS）

### 映画
前掲にあげた作品の映画化は除く。
- 仮面ライダー　世界を駆ける（1989年、東映）
- 仮面ライダーZO（1993年、東映）
- 仮面ライダーJ（1994年、東映）

### オリジナルビデオ
- 女バトルコップ（1990年、東映）
- 大予言/復活の巨神（1992年、東映）
- 真・仮面ライダー 序章（1992年、東映）

### ゲームソフト
- クロックタワー3（2002年、カプコン）